# Jürgen Mössmer
Jürgen Mössmer (Reutlingen, 11 giugno 1989) è un calciatore tedesco, centrocampista del Tübingen.